# 닉키와 지노
닉키와 지노(Dominick And Eugene, Nicky And Gino)는 미국에서 제작된 로버트 M. 영 감독의 1988년 영화이다. 톰 헐스 등이 주연으로 출연하였고 마빈 미노프 등이 제작에 참여하였다.

## 출연

### 주연
- 톰 헐스
- 레이 리오타

### 조연
- 제이미 리 커티스

## 제작진
- 협력프로듀서: 리 R. 마에스
- 미술: 더그 크라너
- 의상: 힐러리 로젠펠드
- 배역: 줄리 휴즈
- 배역: 베리 모스